# Пје деле Пјађе (Фрозиноне)
Пје деле Пјађе је насеље у Италији у округу Фрозиноне, региону Лацио.
Према процени из 2011. у насељу је живело 49 становника. Насеље се налази на надморској висини од 390 м.